# Chelonus grapholithae
Chelonus grapholithae är en stekelart som beskrevs av Mccomb 1968. Chelonus grapholithae ingår i släktet Chelonus och familjen bracksteklar. Inga underarter finns listade i Catalogue of Life.